# Zeb
Zeb (zeb/ або zeb/rolfes.schierenbeck.associates) — міжнародна німецька консалтингова компанія, що спеціалізується на радництві підприємств фінансового сектору. Базується у Мюнстері, Вестфалія.
В Україні присутня із серпня 2007.